# Comisión de la Verdad para El Salvador
Die Wahrheitskommission für El Salvador war ein Organ des salvadorianischen Staates. Sie wurde infolge der Friedensverträge von Chapultepec (Januar bis April 1992) einberufen, die das Ende des Bürgerkriegs in El Salvador markierten. 

## Aufgabe
Ihr Mandat war „die Ermittlung in schweren Gewaltdelikten seit 1980, deren Auswirkungen auf die Gesellschaft mit größter Dringlichkeit die öffentliche Kenntnis der Wahrheit erfordern“. Vorsitzende der Kommission waren der ehemalige Präsident Kolumbiens Belisario Betancur, der Venezolaner Reinaldo Figueredo sowie der US-Amerikaner Thomas Buergenthal. Ihre Ernennung erfolgte durch das UN-Sekretariat.
Das Papier Vom Wahnsinn zur Hoffnung. 12 Jahre Bürgerkrieg in El Salvador, das zeitnah erschien, dokumentiert die Aussagen von 2000 Zeugen zu 7000–8000 Opfern und 23.000 Denunziationen. Aus dem Bericht erarbeitete man eine Liste von 13.569 Ermittlungsfällen, aus denen 32 exemplarisch dokumentiert wurden, um die Haupttäter und Helfer zu benennen: Die Streitkräfte von El Salvador, die Todesschwadronen, und die Guerilla der Frente Farabundo Martí para la Liberación Nacional.
Unter diesen Präzedenzfällen waren der Fall des Óscar Romero, das Massaker von El Mozote, die Mord an sechs Mitgliedern der Jesuiten-Kommunität der UCA, sowie einige außergerichtliche Hinrichtungen von Bürgermeistern und Mitgliedern lokaler Regierungsstrukturen.

## Reaktion
Die meisten dort als schuldig genannten Personen und Organe der Regierung wiesen den Bericht als „unfair, unvollständig, illegal, antiethisch, parteiisch, und respektlos“ zurück. Die Streitkräfte von El Salvador verlautbarten, man sei „stolz, seine Mission als Verteidiger des Volkes und als Verteidiger des Friedens und des demokratischen republikanischen Systems, wie durch die Taten in dieser Zeit belegt, erfüllt zu haben“. Die Exekutive und der oberste Gerichtshof fanden ähnliche Worte. Die Comisión Interamericana de Derechos Humanos (OAS) reproduzierte in eigenen Ermittlungen die Ergebnisse des Reports im Wesentlichen und rief die Behörden auf, „die Empfehlungen des Reports umzusetzen und zeitnah in Zusammenarbeit mit der Justiz konkrete Schritte in den Fällen der als Schuldig ermittelten Personen, sowie bei der Entschädigung der Opfer zu unternehmen“.
Fünf Tage nach Veröffentlichung des Berichts erließ das Parlament von El Salvador eine international umstrittene Generalamnestie für alle Gewaltverbrechen des Krieges, die vor 1992 begangen wurden.